# Torbeși

Torbeșii   sunt un grup religios minoritar în cadrul comunității etnicilor macedoneni care sunt musulmani. 

## Originile
Torbeșii sunt în mare parte descendenții slavilor creștin ortodocși din regiunea Macedoniei care s-au convertit la islam în secolele în care Imperiul Otoman a condus Balcanii .  Diferitele ordine sufiste (cum ar fi Khalwati , Rifa'is și Qadiris ) au jucat un rol în transformarea populației macedonene și paulianiene . 
Academicianul și expertul în folclor turc , Yașar Kalafat, în cercetările sale comparative din 1994 despre cultura populară din Turcia și din Balcani, a arătat numeroasele asemănări dintre unele dintre aceste comunități, în special a torbeșilor din Balcani și a turcilor din Turcia, și a ajuns la concluzia că majoritatea torbeșilor împărtășesc aceleași convingeri și tradiții preistorice turcești și susțin acest lucru ca o dovadă că aceste comunități ar putea fi inițial etnice turcice sau etnici turci care au acceptat islamul în timpul cuceririi otomane a Balcanilor. 

## Populații
Regiuni unde musulmanii macedoneni constituie majoritate.
     Regiuni unde sunt concentrați musulmanii macedoneni.

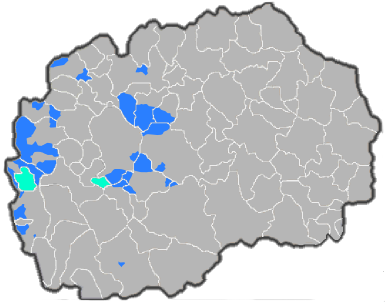
Regiuni unde musulmanii macedoneni constituie majoritate.
Regiuni unde sunt concentrați musulmanii macedoneni.

Cea mai mare concentrare a torbeșilor se regăsește în Macedonia de Vest și în Albania de Est.  Majoritatea satelor din regiunea Debar sunt populate de torbeși.  Comuna Struga deține de asemenea un număr mare de torbeși, care sunt concentrați în principal în satul mare Labuništa .  Mai departe spre nord, în regiunea Debar, multe dintre satele înconjurătoare sunt locuite de torbeși.  Regiunea Dolna Reka este populată în principal de torbeși.  Ei formează restul populației care a emigrat în Turcia în anii 1950 și 1960.  Locuri precum Rostuša și Tetovo au de asemenea populații torbeșe mari.  Majoritatea populației turcești de-a lungul frontierei macedonene vestice sunt de fapt torbeși.  O altă mare concentrație a musulmanilor macedoneni se află în așa-numita Torbešija care este la sud de Skopie .  Există, de asemenea, concentrări majore de torbeși în regiunea centrală a Republicii Macedonia, care înconjoară comuna Plasnica și comuna Dolneni .

## Demografie
Numărul exact al torbeșilor nu este ușor de stabilit.  Istoricul Ivo Banac estimează că în vechiul Regat al Iugoslaviei , înainte de al doilea război mondial , populația torbeșă a fost de aproximativ 27.000.   Recensămintele ulterioare au produs cifre dramatic de diferite: 1.591 în 1953, 3.002 în 1961, 1.248 în 1971 și 39.355 în 1981.  Comentatorii au sugerat că această ultimă cifră include mulți care s-au identificat anterior ca fiind turci.  Între timp, Asociația macedonenilor musulmani a susținut că, încă de la cel de-al doilea război mondial, peste 70.000 de torbeși au fost asimilați de alte grupuri etnice musulmane, mai ales albanezii  (vezi Albanizare ).  Se poate estima că populația de torbeși din Republica Macedonia în anul 2013 este de 40.000 de persoane. 

## Limba și afilierea etnică
Torbeșii vorbesc limba macedoneană ca limbă nativă.  În ciuda limbii lor comune și a moștenirii rasiale, este aproape nemaipomenit ca torbeșii să se căsătorească cu creștinii ortodocși macedoneni.  Etnologii macedoneni nu consideră torbeșii un grup etnic separat de macedonenii creștini, ci o minoritate religioasă în cadrul comunității etnice macedonene.  Intermarirea cu alte grupuri musulmane din țară ( bosniaci , albanezi și turci ) este mult mai acceptată, având în vedere legăturile unei religii și istorii comune. 
Când a fost înființată Republica Socialistă Macedonia în 1944, guvernul iugoslav a încurajat torbeșii să adopte o identitate etnică macedoneană.  Acest lucru a dus de atunci la unele tensiuni cu comunitatea creștină macedoneană cu privire la asocierea răspândită dintre identitatea națională macedoneană și aderarea la Biserica Ortodoxă Macedoneană . 

## Activități politice
Principala cale de desfășurare a activităților politice musulmane din Macedonia a fost Asociația musulmanilor macedoneni.  A fost înființată în 1970 cu sprijinul autorităților, probabil ca mijloc de a controla aspirațiile torbeșilor. 
Frica de asimilare în comunitatea musulmană albaneză a fost un factor important în politica musulmană macedoneană, amplificată de tendința unor torbeși de a vota candidații albanezi.  În 1990, președintele organizației musulmanilor macedoneni, Riza Memedovski, a trimis o scrisoare deschisă președintelui Partidului pentru prosperitate democratică din Macedonia, acuzând partidul de folosirea religiei pentru promovarea albanizării torbeșilor.   O controversă a izbucnit în 1995, când Meshihat, consiliul comunității islamice din Macedonia a declarat că albaneza era limba oficială a musulmanilor din Macedonia.  Decizia a determinat protestele liderilor comunității torbeșe.  

## Ocupație
Mulți torbeși sunt implicați în agricultură și, de asemenea, lucrează în străinătate.  Torbeșii sunt bine cunoscuți ca pictori de frescă, sculptori de lemn și producători de mozaic.  În ultimele decenii, un număr mare de torbeși au emigrat în Europa de Vest și America de Nord . 

## Galerie

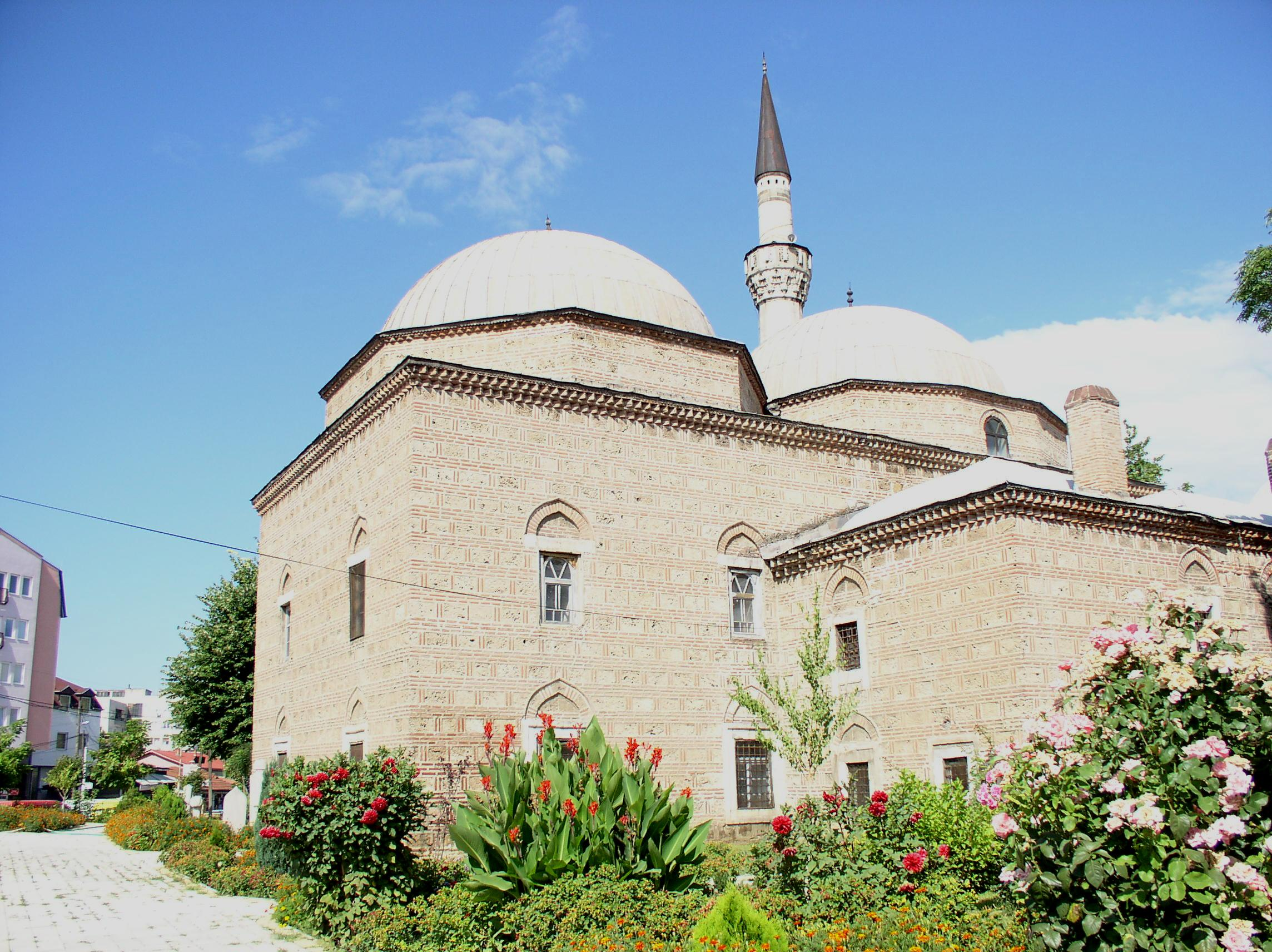
După ce a intrat sub dominația otomană, multe moschei și alte clădiri islamice, cum ar fi Moscheea Isa Bey, au apărut în toate orașele, precum Skopje.

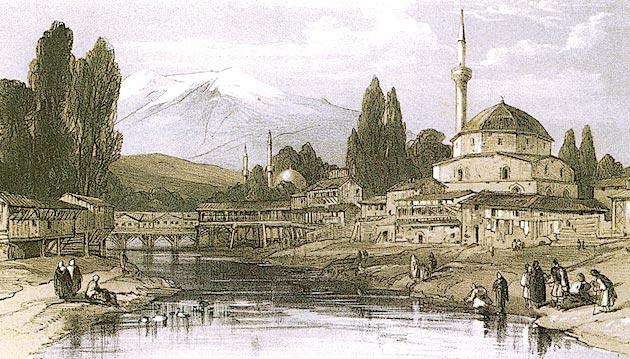
Bitola otomană, în anii 1800
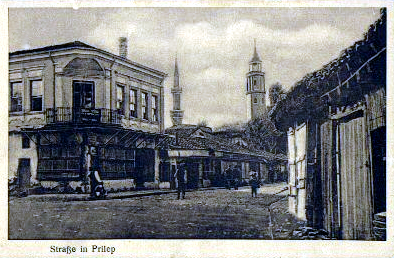
Prilep de la sfârșitul secolului al XIX-lea
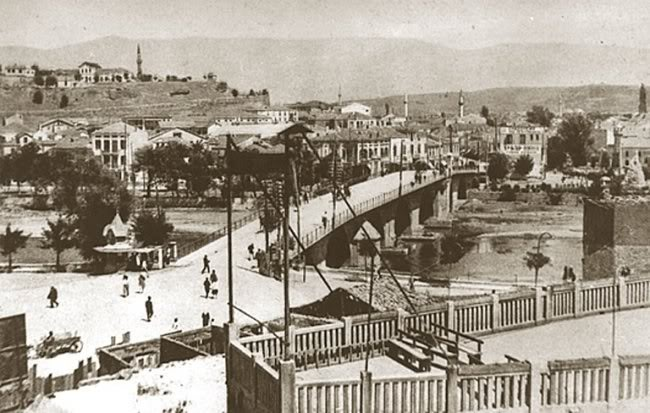
Minarete, în orizontul orășenesc Skopje
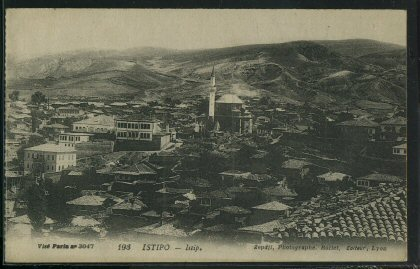
Orașul otoman Știp

## linkuri externe
- Eroare în formatul webarchive: Verificați valoarea pentru |url=. Gol.        bg
- Musulmani din Macedonia